# Suomi NPP

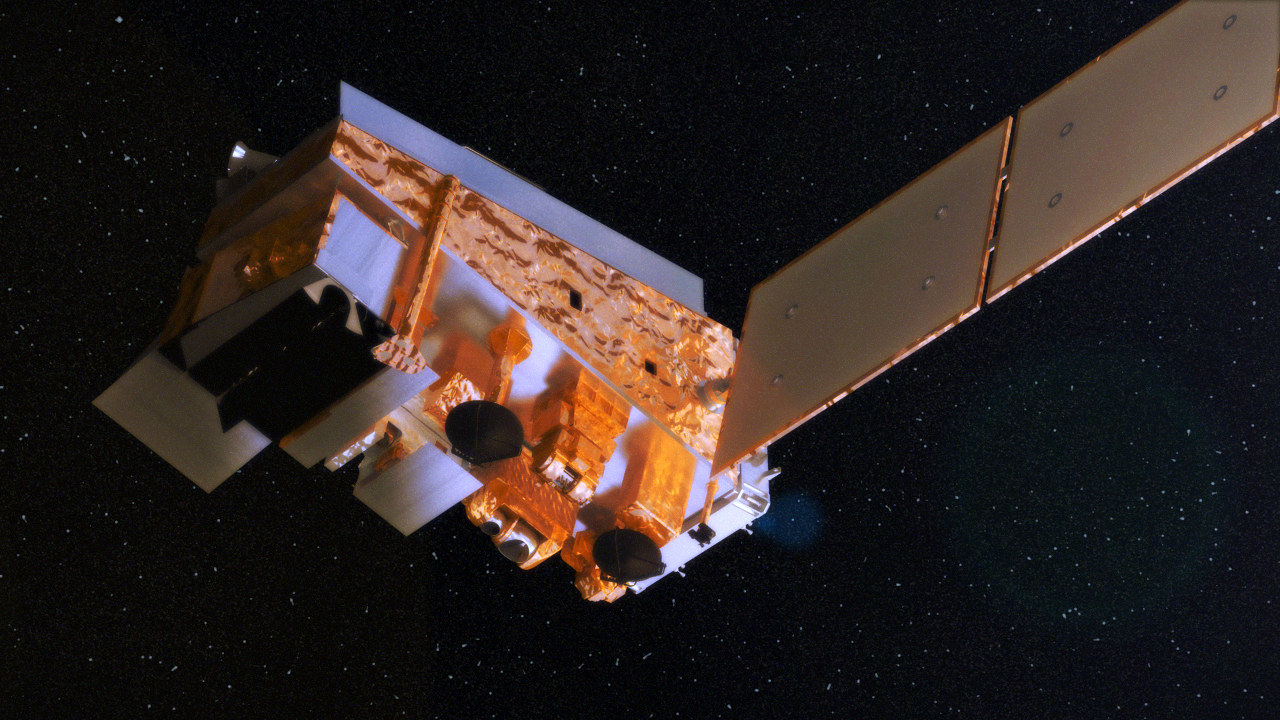
Suomi NPP

O Suomi National Polar-orbiting Partnership ou Suomi NPP, antigamente conhecido por National Polar-orbiting Operational explorado pela National Oceanic and Atmospheric Administration (NOAA).
Inicialmente concebido para o NPOESS, Suomi NPP foi contudo lançado em 2011 para testar novo instrumentos que fornecessem medidas climáticas que completem as do sistema Earth Observing System existente.
O nome foi dado para homenagear Verner Suomi um físico e meteorologista estadunidense  da Universidade do Wisconsin-Madison